# Huy hiệu học xã hội chủ nghĩa

Quốc huy nước Cộng hòa Xã hội chủ nghĩa Việt Nam là ví dụ điển hình của huy hiệu học xã hội chủ nghĩa. Màu đỏ và ngôi sao là biểu tượng của chủ nghĩa cộng sản; bông lúa thường được sử dụng để đại diện cho nông nghiệp, nông dân hoặc nhân dân nói chung, bánh răng hoặc các công cụ công nghiệp khác đại diện cho công nghiệp, công nhân.

Huy hiệu học xã hội chủ nghĩa, còn được gọi là Huy hiệu học cộng sản, bao gồm các biểu tượng trong một phong cách thường được thông qua bởi nhà nước cộng sản chấp nhận và có biểu tượng cộng sản. Nhiều chính phủ cộng sản cố tình tách khỏi các hình thức truyền thống của châu Âu để tránh xa các chế độ quân chủ mà họ thường thay thế, với những chiếc huy hiệu thực sự được coi là biểu tượng của các vị vua thời phong kiến.
Liên Xô là nhà nước đầu tiên sử dụng huy hiệu học xã hội chủ nghĩa, bắt đầu từ sự sáng tạo của mình vào năm 1922, phong cách này trở nên phổ biến hơn sau khi Thế chiến II kết thúc với nhiều quốc gia cộng sản khác đã được thành lập. Ngay cả một số quốc gia phi xã hội chủ nghĩa (hoặc cộng sản) đã áp dụng phong cách này, vì nhiều lý do khác nhau hay được những người cộng sản đã giúp họ giành được độc lập. Sau khi Liên Xô sụp đổ và các quốc gia cộng sản khác ở Đông Âu năm 1989 và 1991, phong cách huy hiệu này thường bị bỏ rơi vì các huy hiệu cũ, với nhiều (nhưng không phải tất cả) các chính phủ mới phục hồi các huy hiệu truyền thống trước đó

## Nguồn gốc và lịch sử

Các nhà lãnh đạo Liên Xô đã tìm cách phân biệt phù hiệu của họ với các biểu tượng được sử dụng bởi Nga hoàng và tầng lớp quý tộc. Họ đã thay thế và bỏ qua các thiết bị huy hiệu truyền thống, thay thế một biểu tượng không phù hợp với thông lệ truyền thống của châu Âu.

#### Nhà nước Mác-Lênin và Cộng sản

Quốc huy Cộng hòa Xã hội chủ nghĩa Việt Nam (1976–nay)
Quốc huy Cộng hòa Nhân dân Trung Hoa (1950–nay)
Quốc huy Cộng hòa Dân chủ Nhân dân Lào (1992–nay)

#### Các quốc gia không theo chủ nghĩa Mác-Lênin

Quốc huy Angola (1990–nay)
Quốc huy Belarus (1995–nay)
Quốc huy Guinea-Bissau (1973–nay)
Quốc huy Bắc Macedonia (2009–nay)
Quốc huy Mozambique (1990–nay)
Quốc huy Nepal (2008–nay)
Quốc huy Kazakhstan (2018–nay)
Quốc huy Tajikistan (1993–nay)
Quốc huy Uzbekistan (1992–nay)
Quốc huy Cộng hòa Dân chủ Nhân dân Triều Tiên (1993–nay)

Quốc huy Transnistria (1991–nay)

### Biểu tượng lịch sử

Quốc huy Cộng hòa Dân chủ Afghanistan (1978–1980)
Quốc huy Cộng hòa Dân chủ Afghanistan (1980–1987)
Quốc Huy Cộng Hoà Nhân Dân Albania (1946-1976) và Quốc huy Cộng hòa Nhân Dân Xã hội chủ nghĩa Albania (1976–1991)
Quốc huy Cộng hoà Xã hội chủ nghĩa Xô viết Byelorussia (1981–1991)
Quốc huy Cộng hòa Nhân dân Benin (1975–1990)
Quốc huy Burkina Faso (1984–1987)
Quốc huy Cộng hòa Nhân dân Bulgaria (1971–1990)
Quốc huy Cape Verde (1975–1992)
Quốc huy Cộng hòa Nhân dân Congo (1970–1992)
Quốc huy Ethiopia Derg (1975–1987)
Quốc huy Cộng hòa Dân chủ Nhân dân Ethiopia (1987–1991)
Quốc huy Cộng hòa Dân chủ Đức (1950–1953)
Quốc huy Cộng hòa Dân chủ Đức (1953–1955)
Quốc huy Cộng hòa Dân chủ Đức (1955–1990)
Quốc huy Cộng hòa Iraqi (1959–1965)
Quốc huy Cộng hòa Nhân dân Hungary (1949–1956)
Quốc huy Cộng hòa Nhân dân Hungary (1957–1989) và Cộng hòa Hungary (1989–1990)
Quốc huy Campuchia Dân chủ (1975–1979)
Quốc huy Cộng hòa Nhân dân Campuchia (1979–1989)
Quốc huy Nhà nước Campuchia (1989–1992)
Quốc huy Cộng hòa Xã hội chủ nghĩa Xô viết Kirghizia (1948–1991) and Cộng hòa Kyrgyzstan (1991–1994)
Quốc huy Cộng hòa Dân chủ Nhân dân Triều Tiên (1948–1993)
Quốc huy Lào (1975–1991)
Quốc huy Cộng hòa Dân chủ Madagascar (1975–1992)
Quốc huy Cộng hòa Nhân dân Mông Cổ (1960–1991)
Quốc huy Cộng hòa Xã hội chủ nghĩa România (1965–1989)
Quốc huy Liên bang Nga (1992–1993)
Quốc huy Cộng hòa Xã hội chủ nghĩa Serbia (1947–1990) và Quốc huy Cộng hòa Serbia (1990-2004)
Quốc huy Ukraina (1991–1992), trước đó là Cộng hòa Xã hội chủ nghĩa Xô viết Ukraina (1949–1991)
Quốc huy Cộng hòa Liên bang Xã hội chủ nghĩa Nam Tư (1963–1992)
Quốc huy Việt Nam Dân chủ Cộng hòa (1955-1976)